# دودای (پلدشت)
دودای، روستایی است از توابع بخش پلدشت و در شهرستان پلدشتاستان آذربایجان غربی ایران.مردم دودای به ترکی آذربایجانی صحبت می کنند و از طایفه ورمزیار هستند.

## جمعیت
این روستا در دهستان گچلرات شرقی قرار داشته و بر اساس سرشماری سال ۱۳۸۵ جمعیت آن ۷۹نفر (۲۰ خانوار)بوده است.